# Alphonse Tellier (constructeur aéronautique)
Pour les articles homonymes, voir Tellier.
 Alphonse Théophile Auguste Tellier, né le 24 août 1879 à Paris et mort le 14 février 1929 à Grasse, est un constructeur aéronautique français.
Au même titre que François Denhaut, il peut être considéré comme l’inventeur de l'hydravion à coque.

## Biographie
Fils d'Auguste Tellier, fondateur à Paris en 1871 d’un chantier de construction de bateaux et de canots, Alphonse Tellier naît le 24 août 1879 à Paris.
En juin et juillet 1905, Alphonse Tellier, Louis Blériot et Gabriel Voisin se livrent sur la Seine à des expériences, à la demande de l'Aéro-Club de France et de son président, Ernest Archdeacon. Grâce à un biplan tiré par le canot La Rapière de Tellier, un canot de vitesse à moteur Antoinette de 120 ch. Des essais ont lieu aussi sur le lac Léman à Amphion-les-Bains.
Alphonse Tellier crée les ateliers à Juvisy-sur-Orge en 1908 puis à Melun, Draveil et sur l'Île de la Jatte à Neuilly-sur-Seine (bureaux au 340, rue de Chézy) en 1909, et Quai de Seine à Argenteuil la même année
Robert Duhamel et Houris ont construit le monoplan Tellier avec lequel Émile Dubonnet a volé de Juvisy à La Ferté-Saint-Aubin le 4 avril 1910 (109 km) au cours duquel il atterrit près d’Orléans pour demander son chemin, devenant recordman du monde du vol à travers le pays et gagne du premier coup le prix décerné par le magazine La Nature pour un vol de 100 km. Vingt jours plus tard il décolle de son terrain privé à Draveil et atterrit à Bagatelle ayant réalisé le premier vol au-dessus de Paris à une altitude de 30 à 100 m. Émile Dubonnet pilote un avion Tellier à la Grande Semaine d'aviation de Rouen (juin 1910) et à la 2e Grande Semaine d’Aviation de la Champagne (Reims, juillet 1910).
Alphonse Tellier, qui gagne beaucoup d’argent en construisant des canots à moteur, en perd au moins autant avec ses écoles de pilotage. Une aubaine pour Louis Schreck qui achète les monoplans en construction à Juvisy-sur-Orge, pour créer au printemps 1911 à Saint-Omer, la Société des Anciens Chantiers Tellier et Armand Deperdussin les machines-outils pour la SPAD.
Avant le début de la Première Guerre mondiale, Alphonse Tellier, avec le concours de ses amis, en particulier Émile Dubonnet, crée une entreprise en commandite, la Société Alphonse Tellier et Cie. Tellier ne revient à la construction aéronautique que six ans plus tard, en 1916 avec des hydravions pour la Marine nationale.
En 1917, la Marine française passe commande de 315 hydravions de 23 m d'envergure motorisés par un Panhard-Levassor ou un Sunbeam 350 ch capable d'emporter 1 632 kg de charge utile. Il en sera livré 35 unités en 1918 avant la fin des hostilités.
En 1918, Alphonse Tellier prévoit la production du Vonna, un hydravion transatlantique emportant un équipage de 3 hommes et un poste radio, pesant 9 tonnes à vide et 16 tonnes au décollage et mû par 4 moteurs Sunbeam-Coatalen W18 de 450 ch. Nieuport associe 15 ingénieurs à son étude, mais le projet est abandonné en 1921 par la maladie et la mort des principaux promoteurs du projet.
En août 1918, Alphonse Tellier est malade et cède la Société A. Tellier et Cie à Nieuport. Les ateliers installés quai de Seine à Argenteuil et sur l'Île de la Jatte devenant la division marine, dont Alphonse Tellier restait directeur technique tandis que l’ingénieur Robert Duhamel prenait la direction du bureau d’études d’Issy-les-Moulineaux et la responsabilité des produits Tellier, qui restèrent au catalogue de la firme jusqu’en 1923. Cette même société continuera en 1923 sous le nom Nieuport-Astra.
Alphonse Tellier meurt le 14 février 1929 à Grasse. Il est inhumé à Paris au cimetière du Père-Lachaise (89e division).

## Distinctions
- Officier de la Légion d'honneur

## Liste des appareils construits par les entreprises utilisant le nom Tellier
- Monoplan Tellier (1909)
- Monoplan Tellier (1910)
- Hydro-aéroglisseur Tellier (1913)
- Hydravion de combat Tellier 200 ch Hispano-Suiza (1916)
- Hydravion de combat Tellier 200 ch canon (1917)
- Hydravion de combat Tellier 350 ch à moteur Sunbeam (1918)
- Hydravion de combat Tellier 400/500 ch Hispano-Suiza  (1918)
- Hydravion de combat Tellier 1100 ch Lorraine (1919)